# Доручення
Не плутати з довіреністю.
Доручення — договір, за яким одна сторона (повірений) зобов'язується вчинити від імені та за рахунок другої сторони (довірителя) певні юридичні дії. Часто на підставі договору доручення видається довіреність, наприклад, у формі письмового повідомлення, за яким організація чи окрема особа надає право іншій особі від її імені здійснювати певні правочини або отримувати матеріальні цінності.
Доручення видаються на розпорядження майном, отримання грошових і матеріальних цінностей. Вони поділяються на особисті та офіційні.
Особисті доручення видаються окремими особами, які передають свої права іншим особам (право на отримання заробітної плати, поштового переказу та ін.). Обов'язковою умовою правомірності особистого доручення є наявність підпису службової особи й печатка установи, підприємства, що засвідчує підпис довірителя (доручення, які видаються студентам, можуть засвідчуватись навчальним закладом).
Засвідчення підпису довірителя (дата засвідчення, посада, підпис, ініціали й прізвище особи, яка засвідчила доручення, печатка) здійснюється за місцем роботи чи проживання довірителя (ЖЕК) або в нотаріальній конторі.
В офіційному дорученні обов'язково зазначаються (реквізити):
- Назва організації, яка видає доручення.
- Номер доручення й дата видання.
- Посада, прізвище, ім'я, по батькові особи, якій видано доручення.
- Назва організації чи підприємства, від якого повинні бути отримані матеріальні цінності.
- Перелік цінностей із вказівкою на їх кількість і суму.
- Строк дії доручення.
- Зразок підпису особи, якій видано доручення.
- Назва документа, що посвідчує особу отримувача цінностей (паспорт, посвідчення).
- Підписи службових осіб, які видали доручення.
- Печатка організації, що видала доручення.

Офіційні доручення можуть бути разовими, спеціальними й загальними.
- Разові видаються на виконання одноразової дії (отримання товарно-матеріальних цінностей, одержання заробітної платні, пенсії, стипендії, поштового переказу).
- Спеціальні — на здійснення приватною чи службовою особою однотипних дій (представництво в органах суду, виконання банківських операцій у межах певного терміну).
- Загальні — на виконання широких повноважень (отримання документів, ведення справи в усіх судових, арбітражних і адміністративних установах з усіма правами, що надані законом позивачеві, відповідачеві; укладання угод, одержання майна тощо).

Для багатьох доручень є друковані бланки, куди від руки вписують прізвище, ім'я та по батькові того, кому доручається, що саме, де треба одержати, та засвідчують підписом і круглою печаткою. Засвідчується також підпис особи, на ім'я якої написано доручення.
Завірені нотаріально доручення можна передавати телеграмою. Телеграма-доручення складається з тексту доручення, який може бути відповідно скорочений, та посвідчуваль-ного напису з підписом нотаріуса й печаткою нотаріальної контори. Підпис нотаріуса засвідчується органом зв'язку, через який передається телеграма-доручення. Таке доручення має силу оригіналу.
Текст особистого доручення містить, як правило, такі дані:
1. Прізвище, ім'я, по батькові довірителя (повністю).
2. Прізвище, ім'я, по батькові особи, якій видається доручення, дані документа, що посвідчує особу.
3. Дії, обов'язки, права довіреної особи, її повноваження.
4. Термін дії доручення.
Текст генерального (спеціального) доручення складається з таких частин:
1. Місце, число, місяць, рік укладання документа (літерами й без скорочень).
2. Прізвище, ім'я, по батькові довірителя (повністю). Якщо довірителем виступає установа, то вказується посада, прізвище, ім'я, по батькові, назва установи, закладу довірителя або назва установи-довірителя.
3. Домашня адреса довірителя (адреса установи).
4. Прізвище, ім'я, по батькові (повністю), дані документа, що посвідчує особу, якій видається доручення.
5. Дії, обов'язки, права довіреної особи, її повноваження.
6. Термін дії доручення (словами).
Крім засвідчення (дата засвідчення вказується ліворуч літерами) за необхідності вказується:
1. Запис про стягнення державного мита чи гербового збору.
2. Номер, під яким зареєстровано генеральне доручення.

## Зразок
Доручення
Я, Мірошкіна Анастасія Іванівна, доручаю Сидорову Мирославу Миколайовичу отримати належну курсантам групи ЕМ09-1 економічного факультету стипендію за грудень 2009 р.
Доручення дійсне до 1 січня 2010 року.
21 жовтня 2009 р. Мірошкіна А. І.
Підпис курсанта Мірошкіної А. І. засвідчую: Миколаєнко А. І.
Декан економічного факультету
23 жовтня 2009 р.